# 秋★枝
秋★枝（日語：あきえだ，4月29日—），是女性日本漫画家、插畫家、同人作家、同人社团主持。山口縣出身。愛媛大學畢業。單純是標示錯誤或誤植。

## 个人生活
最喜歡咖啡、紅茶、日本的犬貓以及睡覺。第二的故鄉為愛媛県的松山市。曾公開說是SPITZ、the pillows、SUMMERS的大粉絲。也常在自己作品內讓戴眼鏡的角色出現很多次。
《月刊COMIC FLAPPER》雜誌上曾經公開說出「想嫁給乾貞治！」這句話。
曾是MTGprofessional gamer的中村修平信者。創建同人社團并開設個人社團，很擅長東方Project的二次創作，後來擔當《東方儚月抄》漫畫版的主要作畫。

## 作品列表

### 漫畫
- （原作：ZUN、《Comic REX》2007年7月号 - 2009年5月号、全3卷）
- ワンシーン（《まんがタイムファミリー》2007年7月号 - 2009年6月号、單行本一併收錄《的中!青春100%》）
- 純真奇蹟100%（純真ミラクル100%）（《COMIC YELL!》2007年Vol.1 - 2009年Vol.12、《Manga Time Kirara Forward》2009年8月号 - 2010年12月号、全5卷）尖端出版
- 煩惱寺（煩悩寺）（《月刊COMIC FLAPPER》2008年5月号 - 2012年11月号、全3卷）長鴻出版社
- 花子@廁所裡（ハナコ@ラバトリー）（原作：施川ユウキ、《Comic Rush》2010年5月号 - 2012年1月号、全2卷）東立出版
- （《まんがタイムファミリー》2010年6月号 - 2012年1月号、全1卷）
- 戀愛視角化現象（恋愛視角化現象）（《Ultra Jump Egg》2011年3月號 - 2012年6月號、全2卷）東立出版
- Wizard’s Soul～戀愛聖戰～（Wizard's Soul 〜恋の聖戦〜）（《月刊COMIC FLAPPER》2013年8月号 - 2015年8月号、全4卷）青文出版社
- （《Kiss PLUS》2013年9月号 - 2014年3月号）
- （《Ultra Jump》2013年11月号 - 2017年10月号、全7卷）
- （《Young Comic》2014年1月号 - 2014年7月号、全1卷）
- 伊藤小姐～秋★枝短篇集～（秋★枝短編集～伊藤さん～）（《Media Factory》、全1卷）長鴻出版社

### 短篇
- （《Comic ZERO-SUM増刊WARD》2007WINTER Vol.15）
- （《E☆2》2006 Vol.6）
- （原作：ZUN、《Comic REX》2006年12月号）
- （《Ultra Jump Egg》）
- （《つぼみ》Vol.3 - Vol.4）

### 插繪
- （著：ZUN）
插繪擔當、除了秋★枝以外也有數名插畫家參與這企劃。
- （著：依田逸夫）

### 插圖
- （《GANGAN ONLINE》2008年12月11日）

## 外部連結
- ロケット燃料★21（個人網頁）（日語）
- ロケット燃料★21 （页面存档备份，存于） - 部落格（日語）
- 秋★枝的X（前Twitter）（日語）
- 秋★枝的X（前Twitter）（官方帳號）（日語）
- 秋★枝的pixiv（日語）
- コミックエール!内のインタビュー - 網站典藏庫（英语：Web archiving）（日語）